# 1877
1877 (MDCCCLXXVII) a fost un an obișnuit al calendarului gregorian, care a început într-o zi de luni.

## Evenimente

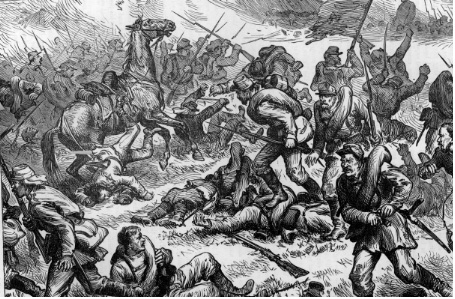
Căderea Plevnei

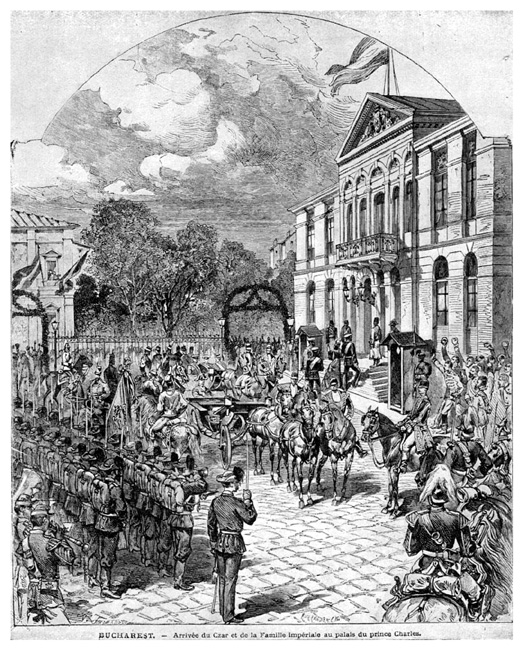
Sosirea Țarului Alexandru al II-lea la București.

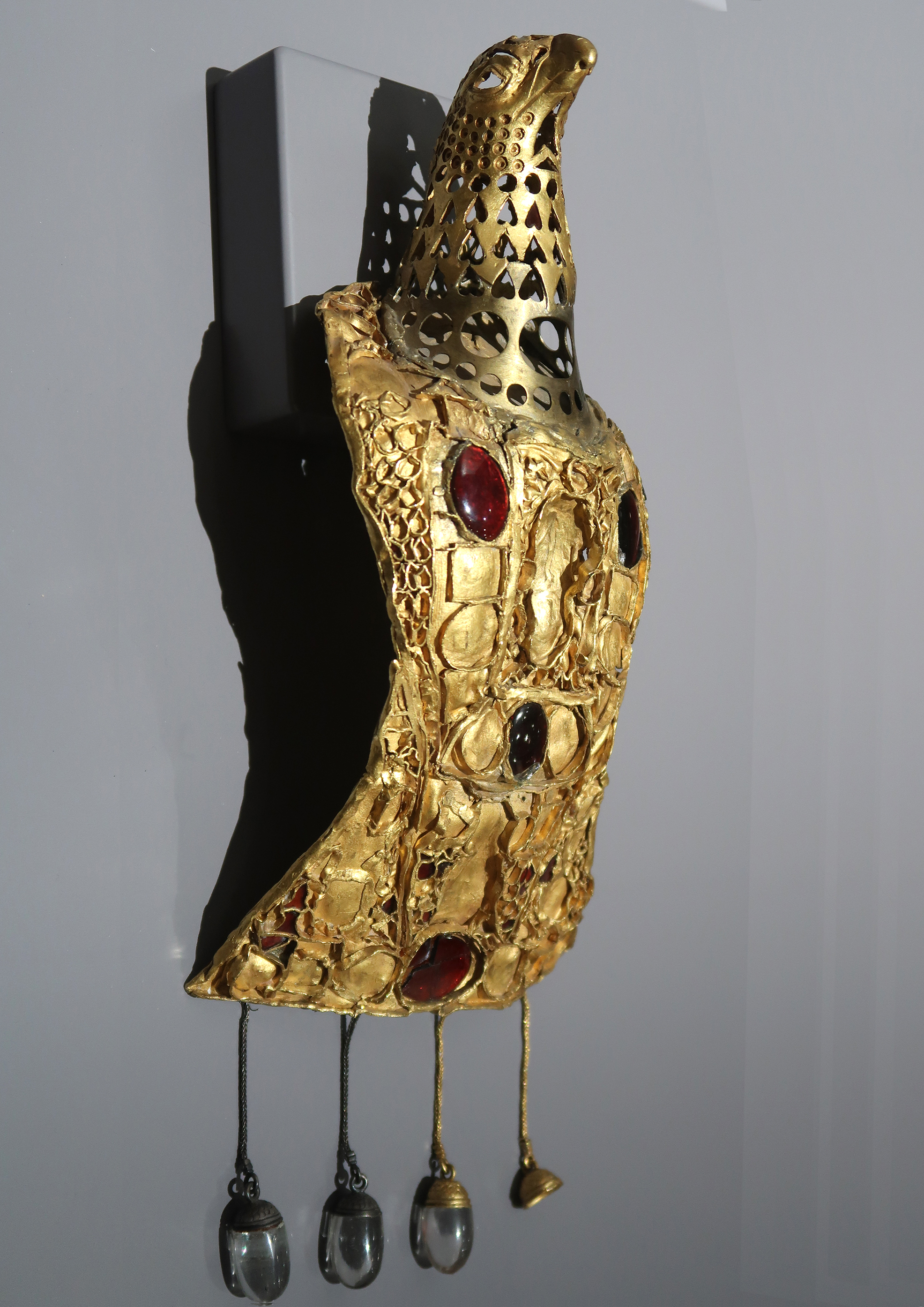
25 decembrie: În seara de Crăciun este furată, prin spargerea tavanului, "Cloșca cu pui", principalul exponat al Muzeului de Antichități. Hoțul a fost prins și condamnat, dar după ce a reușit să vândă una din piese unui ceasornicar, pe care a topit-o.

### Ianuarie
- 1 ianuarie: Regina Victoria a Regatului Unit este proclamată împărăteasă a Indiei.

### Martie
- 2 martie: Comisia Electorală formată din cauza controversatelor alegeri prezidențiale din SUA din 1876, pentru a verifica numărarea voturilor, decide că alegătorii au înclinat balanța pentru candidatul republican Rutherford B. Hayes, care, trei zile mai târziu este investit în calitate de președinte al Statelor Unite ale Americii.
- 31 martie: Războiul de Independență al României: În ședința Consiliului de Miniștri s-a hotărât mobilizarea armatei.

### Aprilie
- 2 aprilie: Războiul de Independență al României: În Consiliul de Coroană domnitorul Carol I se pronunță pentru participarea alături de trupele rusești și se decretează mobilizarea generală.
- 4 aprilie: Războiul de Independență al României: Mihail Kogălniceanu, cu procură din partea domnitorului, și consulul rus la București, D. Stuart, cu procură din partea țarului Alexandru al II-lea al Rusiei, semnează Convenția în legătură cu trecerea trupelor rusești pe teritoriul României.
- 10 aprilie: Războiul de Independență al României: România rupe relațiile diplomatice cu Turcia.
- 11 aprilie: Războiul de Independență al României: Trupele ruse încep trecerea frontierei române, pe neașteptate, pe noul pod de la Ungheni, fără să prevină autoritățile române.
- 12 aprilie: Rusia declară război Turciei.
- 14 aprilie: Războiul de Independență al României: Are loc ultima ședință a Societății Studenților în Medicină din București înainte de Războiul de independență, în care se hotărăște participarea pe front a membrilor săi.
- 21 aprilie: Războiul de Independență al României: Brăila, ocupată de ruși, este bombardată de turci, provocând pagube populației civile.
- 21 aprilie: Se inaugurează Podul Eiffel, podul feroviar de peste Prut de la Ungheni, construit după proiectul arhitectului francez, Gustave Eiffel.

### Mai
- 3 mai: Războiul de Independență al României: Este primit oficial la București Marele Duce Nicolae, fratele țarului Rusiei, comandantul suprem al trupelor ruse. Marele Duce este însoțit de fiul său, Ducele Nicolae, de generalul Nepokoicinski și consilierul de stat, contele Nelidov.
- 8 mai: În săpăturile de la Templul lui Hera conduse de germanul Ernst Curtius, s-a descoperit statuia lui "Hermes ținându-l pe micul Dionysos". Lucrarea a fost atribuită sculptorului Praxiteles și a fost finalizată în jurul anului 340 î.Hr.
- 9 mai: Războiul de Independență al României: În Parlamentul României, Mihail Kogălniceanu, în numele guvernului, a proclamat independența, expresie a dorinței întregului popor. Independența va fi recunoscută în 1881.
- 11 mai: Războiul de Independență al României: Guvernul român anulează tributul către Turcia (914.000 lei), sumă pusă la dispoziția Ministerului de Război.
- 16 mai: În Franța începe o criza politică și instituțională a celei de a Treia Republici Franceze în care s-au confruntat președintele republicii, mareșalul monarhist Patrice de Mac Mahon, pe de o parte, și Camera Deputaților aleasă în 1876, majoritar republicană și condusă de președintele ei, Léon Gambetta, pe de altă parte.
- 24 mai: Războiul de Independență al României: Țarul Alexandru al II-lea intră în România fiind întâmpinat la frontieră de Mihail Kogălniceanu și la Iași de prim-ministrul I.C. Brătianu.

### Iunie
- 2 iunie: Războiul de Independență al României: Cancelarul Gorceakov îi spune Prințului Carol al României că Rusia n-are nevoie de concursul armatei române și că Rusia vrea brațul Chilia, ceea ce presupunea preluarea sudului Basarabiei.
- 12 iunie: Războiul de Independență al României: Țarul Alexandru este de acord cu participarea armatei române pe câmpul de luptă.

### Iulie
- 4 iulie/16 iulie: Are loc Bătălia de la Nicopole, terminată cu victoria rușilor, bătălie din cadrul Războiului Ruso-Turc, între trupele țariste și cele otomane.
- 8 iulie: Osman Pașa obține o primă victorie asupra rușilor la Plevna, cărora le provoacă pierderi grele.
- 9 iulie: S–a desfășurat prima ediție a Campionatului de tenis de la Wimbledon.
- 17 iulie: Primele trupe românești au trecut în corăbii de la Turnu Măgurele spre Nicopole, sub comanda colonelului Rosnovanu.
- 18 iulie: Rușii sunt din nou învinși la Plevna, unde pierd 170 de ofițeri și alți 7.000 de soldați. Apar zvonuri insistente despre o iminentă trecere a Dunării de către turci.
- 19 iulie: Marele Duce Nicolae solicită insistent Prințului Carol ca armata română să treacă Dunărea.
- 20 iulie: A trecut Dunărea și restul diviziei a 4-a a Armatei române.
- 30 iulie: A doua bătălie din „Asediul Plevnei”.

### August
- 17 august: Prințul Carol preia comanda trupelor româno-ruse de la Plevna, secondat de generalul rus Zotov și generalul Alexandru Cernat.

### Septembrie
- 1 septembrie: A treia bătălie din „Asediul Plevnei”.
- 5 septembrie: Este adus în București drapelul capturat pe 30 august la Plevna de către soldatul Grigore Ion. Locțiitorul primarului Bucureștiului a dăruit soldatului un ceas de aur.

### Octombrie
- 4 octombrie: La cererea domnitorului Carol, Prusia a trimis 8 medici militari cu condiția să nu fie folosiți pe front, iar regina Saxoniei a trimis la București un număr de surori Alberine.
- 7 octombrie: Trupele române cuceresc, cu pierderi mari, reduta Grivița 2, însă din greșeli de comandament, aceasta este recucerită de turci. Colonelul Anghelescu va fi suspendat din funcție și trimis în spatele frontului.

### Noiembrie
- 28 noiembrie/9 decembrie: A patra bătălie (finală) din „Asediul Plevnei”. Căderea Plevnei a însemnat practic sfârșitul războiului, chiar dacă ostilitățile au mai continuat circa trei luni.
- 29 noiembrie: Țarul Alexandru al II-lea îi conferă lui Carol I ordinul "Sf. Andrei" cu spade, distincție rară, care mai fusese conferită până atunci doar de trei ori.

### Decembrie
- 15 decembrie: Trece prin București în drum spre Rusia, principalul prizonier de la Plevna, generalul Osman Pașa, care este găzduit trei zile în București la "Grand Hotel Broft" de pe Podul Mogoșoaiei.
- 25 decembrie: În seara de Crăciun este furată, prin spargerea tavanului, "Cloșca cu pui", principalul exponat al Muzeului de Antichități. Hoțul a fost prins și condamnat, după ce a reușit să vândă una din piese unui ceasornicar, pe care a topit-o.

### Nedatate
- București: Orașul numără 177.302 locuitori.

## Arte, știință, literatură și filozofie
- 4 martie: Emile Berliner a inventat microfonul.
- Astronomul american, Asoph Hall (1829-1907), descoperă cei doi sateliți ai planetei Marte, Phobos și Deimos.
- Claude Monet pictează Gara Saint-Lazare.
- Debutul baletului Lacul lebedelor a lui Piotr Ilici Ceaikovski care fost aproape un dezastru; abia în 1895 a devenit o producție de succes.
- "Gazeta de Transilvania" publică scrisoarea lui George Barițiu – Epistolă respectuoasă către femeile noastre, prin care îndeamnă pe româncele din Ardeal să formeze comitete de strângere a donațiilor pentru ajutorarea armatei române și a răniților de pe front.
- Ion Creangă publică Povestea lui Stan-Pățitul, Povestea lui Harap-Alb și Fata babei și fata moșneagului.
- Thomas Alva Edison inventează fonograful, pe care în 1878 fizicianul Alexander Graham Bell îl realizează practic.

## Nașteri
- 4 ianuarie: Sextil Pușcariu, filolog, lingvist, pedagog, publicist român (d. 1948)
- 20 ianuarie: Raymond Roussel, scriitor, dramaturg și poet francez (d. 1933)
- 12 februarie: Louis Renault, industriaș francez (d. 1944)
- 14 februarie: Edmund Landau, matematician german (d. 1938)
- 26 februarie: Carel Steven Adama van Scheltema, poet olandez (d. 1924)
- 12 martie: Wilhelm Frick, avocat german, ministru de interne în Germania Nazistă și protector al Protectoratului Boemiei și Moraviei (d. 1946)
- 2 aprilie: Tiberiu Brediceanu, compozitor și folclorist român (d. 1968)
- 10 aprilie: Prințesa Maria Cristina a celor Două Sicilii (d. 1947)
- 27 mai: Isadora Duncan, dansatoare americană (d. 1927)
- 4 iunie: Heinrich Otto Wieland, chimist german, laureat al Premiului Nobel (d. 1957)

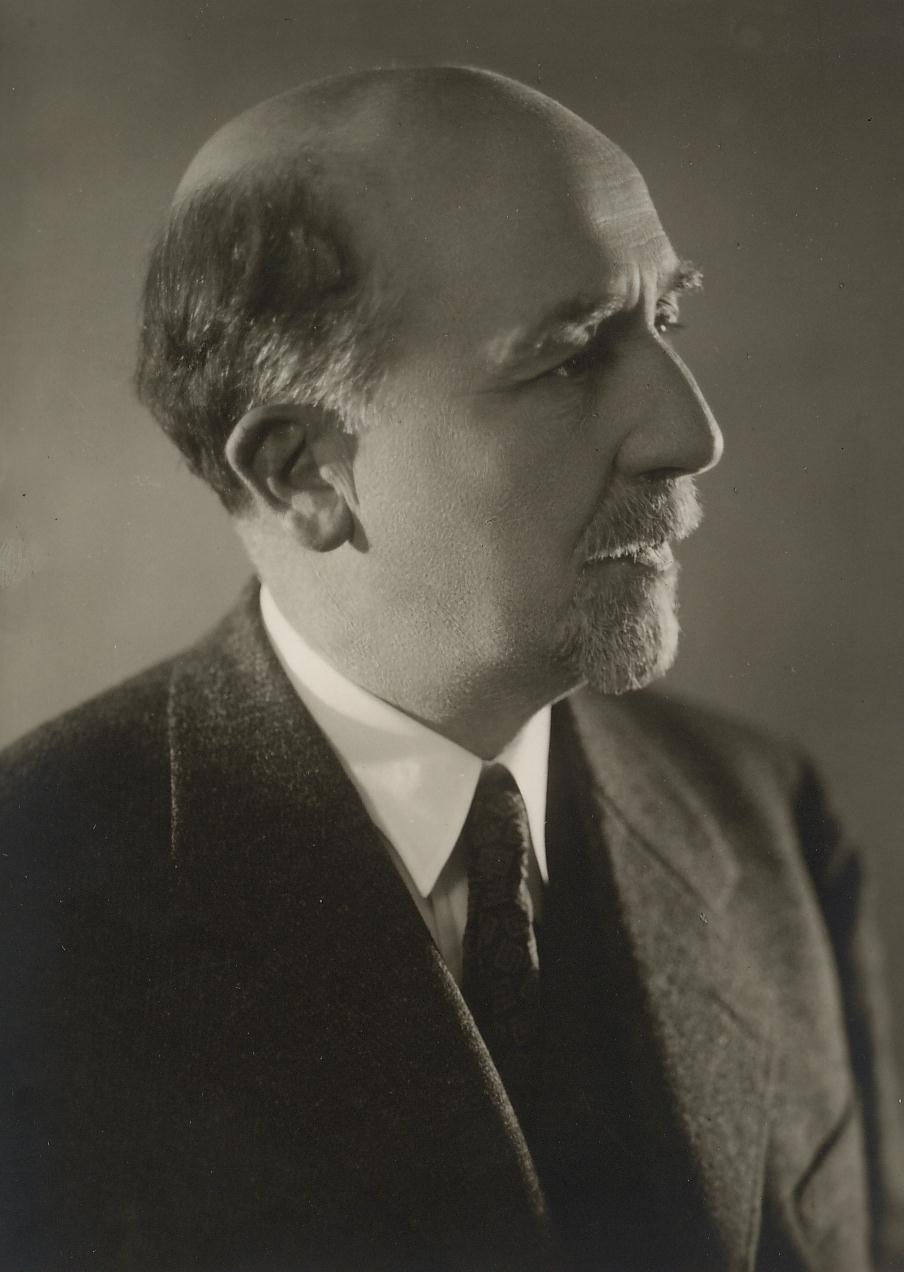
Sextil Pușcariu, filolog, lingvist român
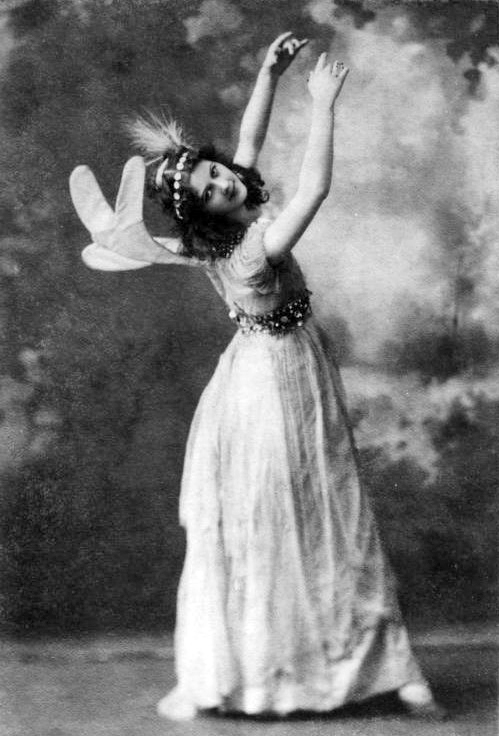
Isadora Duncan, dansatoare americană
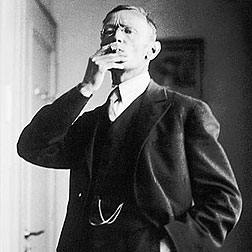
Hermann Hesse, scriitor german, laureat Nobel
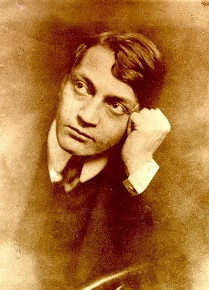
Endre Ady, poet maghiar

- 27 iunie: Charles Glover Barkla, fizician englez, laureat al Premiului Nobel (d. 1944)
- 2 iulie: Hermann Hesse, scriitor german, laureat al Premiului Nobel (d. 1962)
- 4 iulie: Albert Dauzat, lingvist francez (d. 1955)
- 6 iulie: Niceto Alcala Zamora, om politic spaniol, ministru (d. 1949)
- 3 august: László Székely, arhitect maghiar (d. 1934)
- 15 august: Francisc Șirato, artist plastic român (d. 1953)
- 17 august: Prințesa Matilda de Bavaria (d. 1906)
- 1 septembrie: Francis William Aston, chimist englez, laureat al Premiului Nobel (d. 1945)
- 2 septembrie: Frederick Soddy, chimist englez, laureat al Premiului Nobel (d. 1956)
- 5 octombrie: Ștefan Petică, primul poet simbolist român (d. 1904)
- 15 octombrie: Francisco Villaespesa, poet spaniol (d. 1936)
- 9 noiembrie: Mohammed Iqbal, filosof indian (d. 1938)
- 22 noiembrie: Ady Endre, poet maghiar (d. 1919)
- 24 noiembrie: Marele Duce Boris Vladimirovici al Rusiei (d. 1943)
- 28 noiembrie: Jean Bart, scriitor român (d. 1933)
- 19 decembrie: Prințesa Pauline de Württemberg, prințesă de Wied (d. 1965)
- 31 decembrie: István Auer, scriitor, poet și traducător maghiar (d. 1938)

## Decese
- 18 ianuarie: Prințesa Maria de Saxa-Weimar-Eisenach (n. Marie Luise Alexandrina), 68 ani, prințesă a Prusiei (n. 1808)
- 13 februarie: Costache Caragiale, 61 ani, actor de teatru, regizor și dramaturg, primul director al Teatrului Mare Național din București (n. 1815)
- 20 martie: Karl de Hesse și de Rin (n. Karl Wilhelm Ludwig von Hessen und bei Rhein), 67 ani (n. 1809)
- 3 iunie: Sofia de Württemberg (n. Sophia Frederika Mathilde), 58 ani, regină a Țărilor de Jos (n. 1818)
- 13 iunie: Ludovic al III-lea, Mare Duce de Hesse, 71 ani (n. 1806)

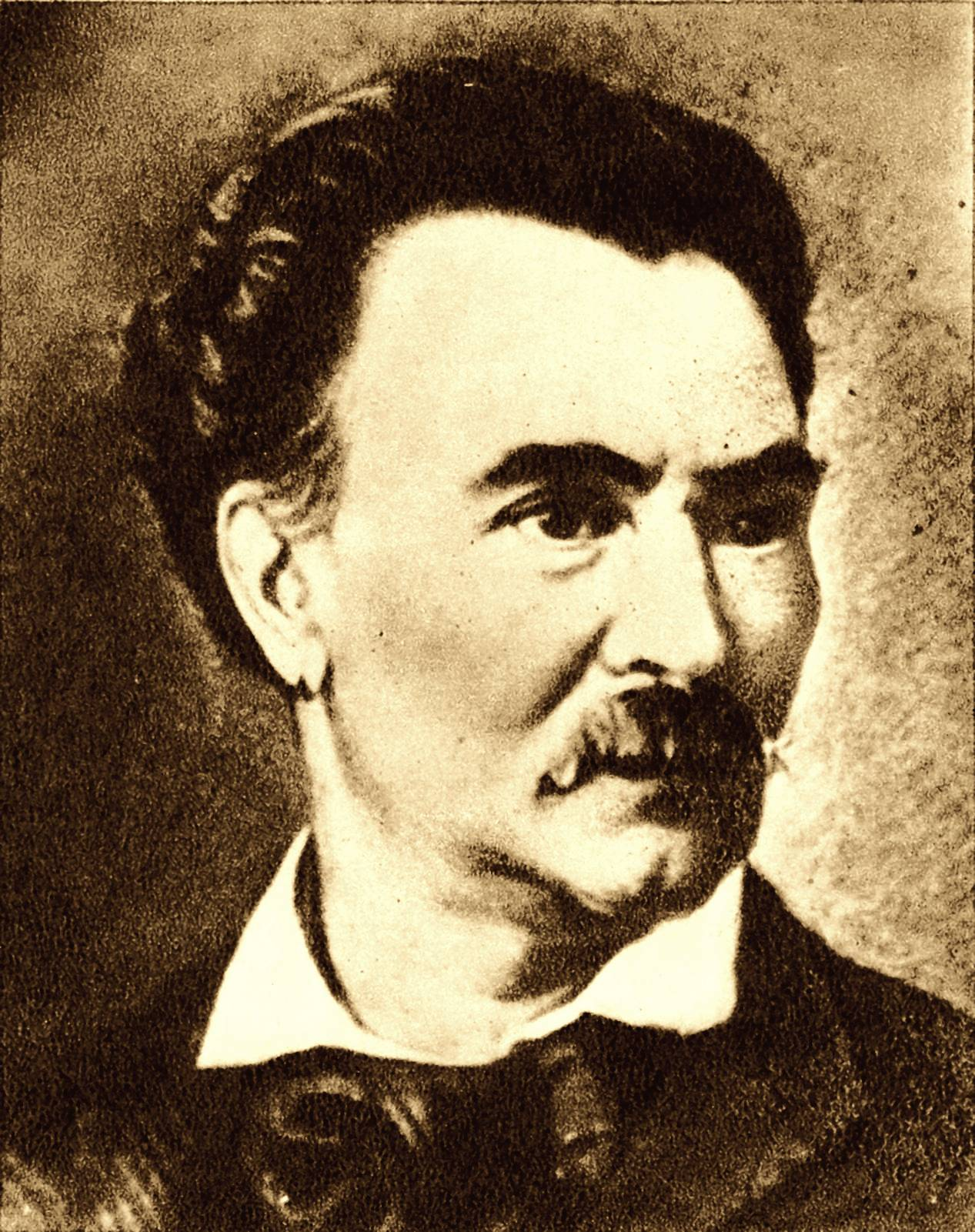
Costache Caragiale, actor, regizor român
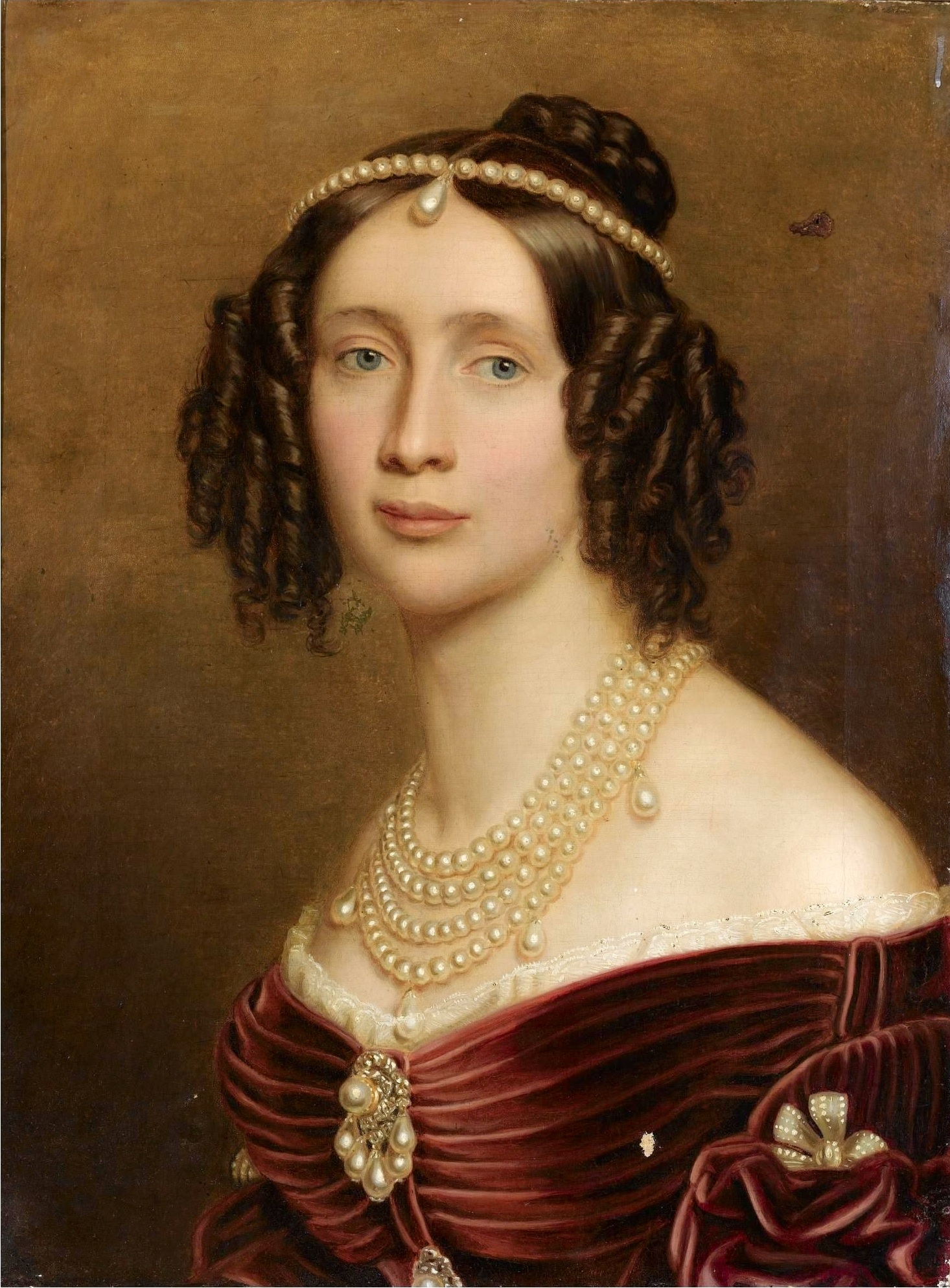
Maria Anna de Bavaria, regină a Saxoniei
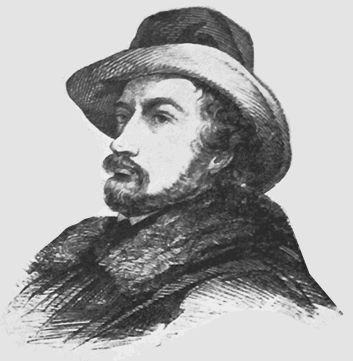
Nicolae Golescu, prim-ministru al României
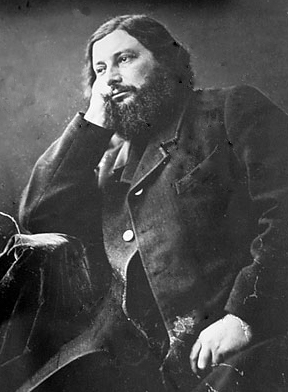
Gustave Courbet, pictor francez

- 2 august: Karl Friedrich von Steinmetz, 80 ani, feldmareșal prusac (n. 1796)
- 5 august: Gustav, Prinț de Vasa, 77 ani, fiul regelui Gustav al IV-lea al Suediei (n. 1799)
- 30 august: Nicolae Valter Mărăcineanu, 37 ani, ofițer român căzut la reduta Grivița (n. 1840)
- 13 septembrie: Maria Anna de Bavaria (n. Maria Anna Leopoldine Elisabeth Wilhelmine von Bayern), 72 ani, regină a Saxoniei (n. 1805)
- 13 septembrie: Alexandre Herculano, 67 ani, scriitor, istoric și jurnalist portughez (n. 1810)
- 23 septembrie: Urbain Le Verrier (n. Urbain Jean Joseph Le Verrier), 66 ani, matematician, astronom francez (n. 1811)
- 26 septembrie: Hermann Grassmann (n. Hermann Günther Grassmann), 68 ani, savant german (n. 1809)
- 23 octombrie: Alexandru Papiu-Ilarian, 50 ani, istoric român, lingvist, revoluționar, ministru (n. 1827)
- 8 noiembrie: Prințesa Amalie Auguste de Bavaria, 75 ani, regină a Saxoniei (n. 1801)
- 10 decembrie: Nicolae Golescu, 68 ani, prim-ministru al României (1868), (n. 1810)
- 12 decembrie: José de Alencar (n. José Martiniano de Alencar), 48 ani, scriitor brazilian (n. 1829)
- 31 decembrie: Franz Hübner, 31 ani, entomolog german (n. 1846)
- 31 decembrie: Gustave Courbet (n. Jean Désiré Gustave Courbet), 58 ani, pictor francez (n. 1819)